# Franz Xaver von Paumgartten
Franz Xaver Freiherr von Paumgartten (* 8. Januar 1811 in Graz; † 19. November 1866 in Vevey) war ein österreichischer General.

## Leben
Er war der Sohn des Feldmarschallleutnants Johann Freiherr von Paumgartten (1772–1849), eines Ritters des Maria-Theresia-Ordens. Paumgartten war Absolvent der Theresianischen Militärakademie in Wien, wo er die Berufsoffizierlaufbahn einschlug. 1830 trat er als Leutnant in das Galizische Ulanen-Regiment „Ritter von Brudermann“ Nr. 1 ein. Anschließend diente er bei den Infanterieregimentern Nr. 45 und Nr. 21 und wurde 1846 Major im Kaiserlichen Infanterieregiment Nr. 11, das in der Bundesfestung Mainz in Garnison lag.
Nur zwei Jahre später wurde Paumgartten als Oberstleutnant und Kommandant zur Niederschlagung der Septemberrevolution 1848 in Frankfurt abgestellt. Im Jahr 1849 erfolgte seine Versetzung nach Oberitalien, wo er als Oberst Kommandeur des Kaiserlichen Infanterieregiment Nr. 56 wurde. Nach Kämpfen in der radikalen Revolution der Toskana von 1849, wo er während des Risorgimentos gegen eine provisorische republikanische Regierung, die sich kurzzeitig mit der zur selben Zeit im Kirchenstaat etwa fünf Monate lang bestehenden revolutionären Römischen Republik im Verband kämpfte, bewährte er sich bei schwierigen diplomatischen Verhandlungen. 1850 wurde er zum Generalmajor promoviert und kommandierte eine Brigade in Böhmen.
1851 schließlich kam er als Brigadier wiederum nach Mainz und übte 1854 bis 1856 das Amt des Festungskommandanten aus. Seine militärische Karriere setzte er als Brigadier in Parma, Bologna und Cremona fort. 1858 und 1859 war er Festungskommandant in Ancona. Im gleichen Jahr wurde er zum Feldmarschallleutnant befördert. Während des Sardinischen Krieges kommandierte er eine Division des V. Armeekorps bei Montebello und in der Schlacht bei Magenta. Weiter übernahm er Aufgaben in Tirol, wo er sich Verdienste um die Aufstellung eines Landsturmes erwarb.
Franz Xaver von Paumgartten war von 1859 bis 1864 für den österreichischen Teil der Garnison Vizegouverneur der Festung Mainz und ist seit 1864 Ehrenbürger der Stadt Mainz. In der Position des Vizegouverneurs wurde er von Woldemar von Schleswig-Holstein-Sonderburg-Augustenburg turnusgemäß abgelöst. Er selbst wurde zum Statthalter von Galizien promoviert, wo er auch als kommandierender General für Galizien und in der Bukowina fungierte.
1860 wurde Freiherr von Paumgartten Inhaber des Infanterieregiments Nr. 76. Im Jahr 1863 wurde er zum Geheimen Rat ernannt.
Paumgartten heiratete am 18. Juli 1844 Franzisca Romana Maria Rosina Lexa von Aehrenthal (* 13. März 1819), eine Tochter des Geheimen Rates Johann Baptist Lexa von Aehrenthal († 17. Oktober 1845). Das Paar hatte einen Sohn:
- Johann Baptist Hugo Franz Maria (* 30. August 1845)